# خاتان‌بلاغ
شهرستان خاتان‌بلاغ (به زبان مغولی: Хатанбулаг сум، [Xatanbulag sum]؛ ᠬᠠᠲᠤᠨ ᠪᠤᠯᠠᠭ ᠰᠤᠮᠤ، [qatun bulaɣ sumu]) یک شهرستان (سُوم) در مغولستان است که در استان دورنوغوبی واقع شده‌است. خاتان‌بلاغ ۱۸٬۶۶۹٫۳۷ کیلومتر مربع مساحت دارد.

## تقسیمات اداری
شهرستان خاتان‌بلاغ متشکل از ۶ قصبه (باغ) می‌باشد، شامل:
- آغاروت (مغولی: Агаруут баг، [Agaruut bag]؛ ᠠᠭᠠᠷᠤᠲᠤ ᠪᠠᠭ، [aɣarutu baɣ])
- آمان‌اوس (مغولی: Аман-Ус баг، [Aman-Us bag]؛ ᠠᠮᠠᠨ ᠤᠰᠤ ᠪᠠᠭ، [aman usu baɣ])
- اِرگِل (مغولی: Эргэл баг، [Ergel bag]؛ ᠡᠷᠭᠢᠯ ᠪᠠᠭ، [ergil baɣ])
- جامین‌شاند (مغولی: Замын шанд баг، [Zamyn šand bag]؛ ᠵᠠᠮ ᠤᠨ ᠱᠠᠩᠳᠠ ᠪᠠᠭ، [jam-un šaŋda baɣ])
- خالیف (مغولی: Халив баг، [Xaliv bag]؛ ᠬᠠᠯᠢᠪ ᠪᠠᠭ، [qalib baɣ])
- سولین‌خیر (مغولی: Сулин хээр баг، [Sulin xeer bag]؛ ᠰᠤᠯᠢᠨ ᠬᠡᠭᠡᠷ᠎ᠡ ᠪᠠᠭ، [sulin keger-e baɣ])